# Campohermoso (León)
Campohermoso es una villa española perteneciente al municipio de La Vecilla, en la provincia de León, comunidad autónoma de Castilla y León.
Situado al norte del Arroyo de Aviados, afluente hacia la derecha del Río Curueño.
Los terrenos de Campohermoso limitan con los de Correcillas y Valdorria al norte, La Mata de la Bérbula al noreste, La Vecilla al este, La Candana de Curueño al sur, y Aviados al oeste.
- Datos: Q6402367